# Antrieb

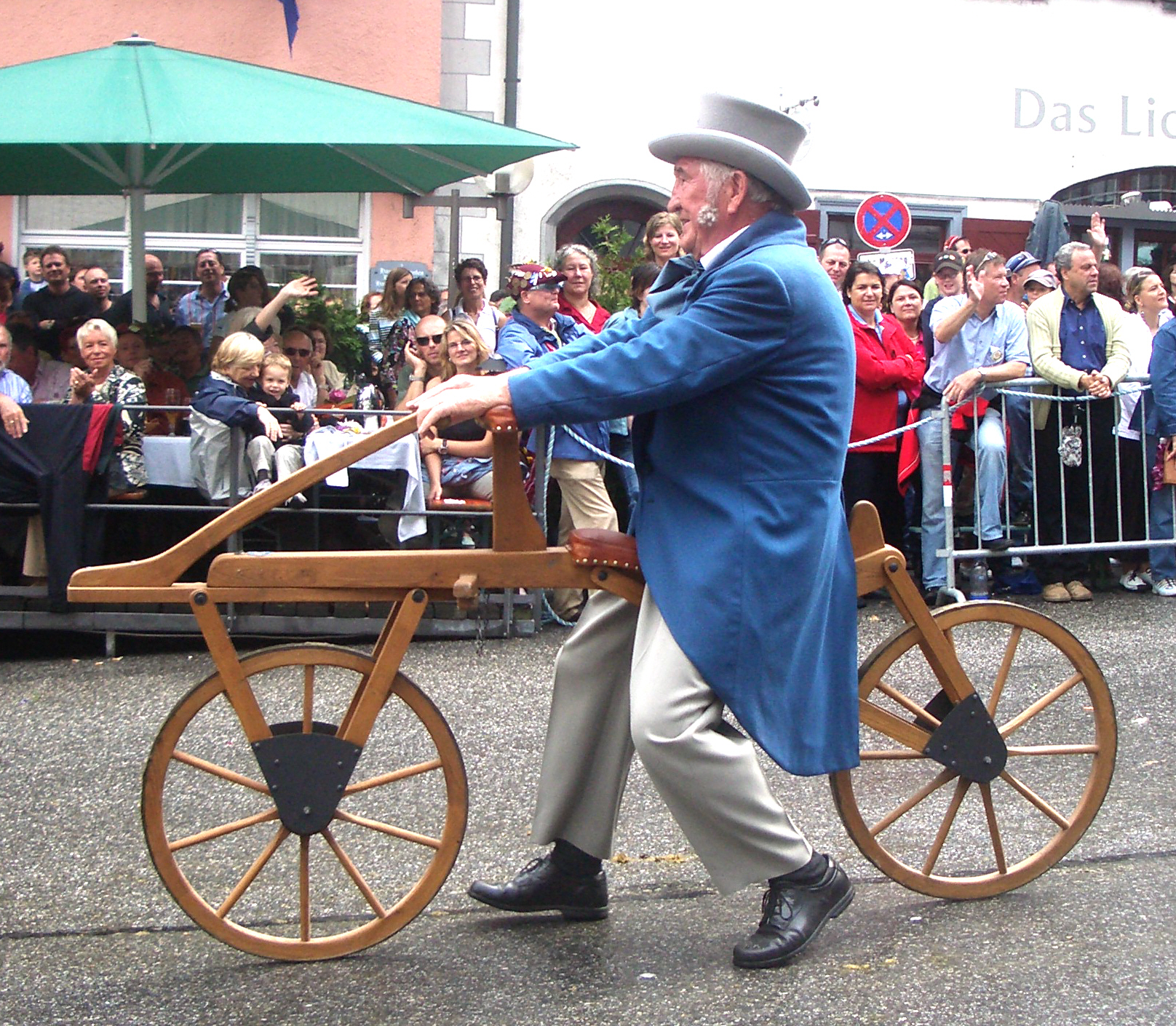
Mensch als Antriebsmaschine

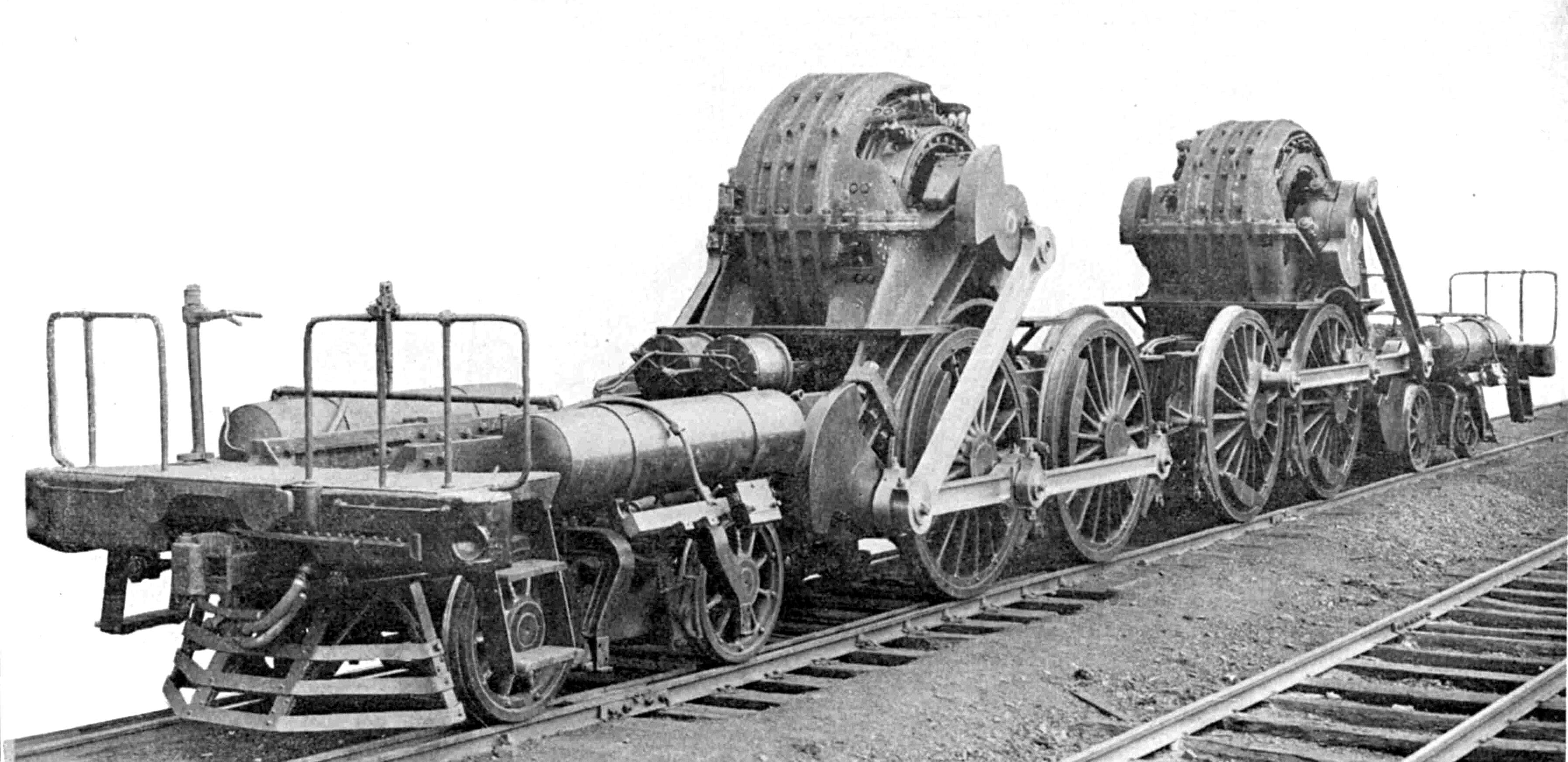
Stangenantrieb der Elektrolokomotive DD1 (Pennsylvania Railroad)

In der Technik werden mit Antrieb sowohl der Vorgang, eine Arbeitsmaschine anzutreiben, als auch die dabei verwendeten Mittel bezeichnet. Die antreibende Maschine ist in der Regel eine Kraftmaschine, die häufig auch als Motor bezeichnet wird. Es gibt Dreh- und Linearantriebe. 
 Als Abtrieb wird die Stelle der Kraftmaschine bezeichnet, an der sie mechanische Arbeit an der Arbeitsmaschine abgibt (z. B. das vorstehenden Ende einer Motorwelle oder der Ausgangswelle eines Getriebes).

## Aufbau
Weiteres technisches Mittel ist häufig ein zwischen Arbeits- und Kraftmaschine eingefügtes Getriebe, das die Bewegungsgeschwindigkeit und die Kraft bzw. das Drehmoment ändert. Das übergebende Maschinenelement ist eine Kupplung. Elektromotoren ist mindestens eine Dynamomaschine als weitere Kraftmaschine vorgeschaltet. Zum erweiterten Antrieb ist diese und die Übertragungsleitungen zuzuzählen. 
Die Mittel des Antriebs werden oft als aneinander gefügte Teile und mit Teilbegriffen versehen aufgezählt. Z. B. ist ein Lastkraftwagen, der mechanische Energie aus einem Verbrennungskraftmaschine nutzt, um Drehbewegungen an den Rädern zu erzeugen, sowohl ein „verbrennungskraftgetriebenes Fahrzeug“ als auch ein „Fahrzeug mit Radantrieb“.
Als primäre Antriebe sind auch nicht-maschinelle Objekte wie etwa Zugtiere, Wind, strömendes oder fallendes Wasser anzusehen sowie ein manueller Antrieb durch den Menschen.

## Bezeichnung der Antriebsarten

### Nach der primären Energiequelle
- Antrieb mit Muskelkraft
  - Fußantrieb (Tretmühle (Tret-)Roller, Pedal)
  - Handantrieb (Handkurbel, Handbohrer, Handrad, Wellrad etc.)
  - Antrieb durch Tiere (Göpel, Wellrad)
- Windkraft-Antrieb
- Wasserkraft-Antrieb
- Verbrennungskraft-Antrieb, Wärmekraft-Antrieb
- Schwerkraft-Antrieb (Uhrgewicht)
- Federwerk-Antrieb
- Solarantrieb
- Atomenergie-Antrieb
- Elektroantrieb (hierunter fällt auch der Ionenantrieb)
- Hybridantrieb (Verbrennungsmotor + Elektromotor)

Siehe auch Alternative Antriebstechnik

### Nach dem Umsetzungsprinzip
- Motor-Antrieb
- Hydraulik-Antrieb
- pneumatischer Antrieb
- Raketenantrieb
- Turbinen-Antrieb
- Segel-Antrieb
- Seilscheiben-, Treibriemen-, Reibrad-Antrieb

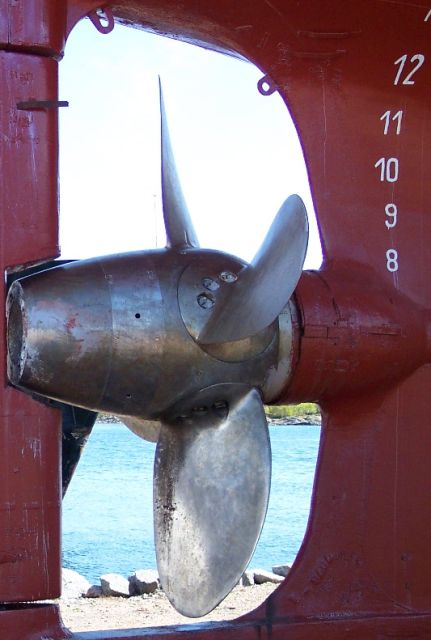
Schiffspropeller

### Nach dem Konstruktionsteil am Ende der Umsetzungskette
- Direktantrieb
- Rad-Antrieb (siehe auch Einzelradantrieb)
- Schaufelrad-Antrieb
- Zahnrad-Antrieb: siehe auch Getriebe
- Riemengetriebe
  - Zahnriemen-Antrieb
  - Keilriemen-Antrieb
- bei Schienenfahrzeugen
  - Achsmotorantrieb
  - Gestellmotorantrieb
  - Tatzlagerantrieb
- Gewindespindel-Antrieb, Kugelgewindetrieb, Planetenrollengewindetrieb, Schneckentrieb (Linearantriebe)
- Gleisketten-Antrieb für Kettenfahrzeuge und Panzerkettenlaufwerke
- Propeller-Antrieb
- Rückstoßantrieb

### Nach dem Ziel des Antriebs
- Leistungsübertragung (z. B. Antrieb eines Generators)
- Ortsveränderung
  - Positionierantrieb; definierte Lageveränderung (siehe auch Lineartechnik)
  - Fördergutantrieb (Schwingförderer, Förderband, Förderschnecke, Schlauchpumpe, Rohrpost)
  - Fahrzeugantrieb, Transport (Luftfahrtantriebe, Antrieb von Wasserfahrzeugen)

### Nach der Art der Bewegung
- Linearantrieb (siehe Lineartechnik)
- Rotation
- Schwingung (Schwingankerantrieb)